# Josep Anton Rosell Pujol
Josep Anton Rosell Pujol (Barcelona, 1938 - Tarragona, 30 de juliol de 2018) va ser un periodista i escriptor català.
Nascut a Barcelona, la seva família es va traslladar a Lleida quan era molt petit i va residir a la capital lleidatana la major part de la seva vida. Era net de Josep Pujol, paer en cap de Lleida durant els anys 20. Va estudiar periodisme a Barcelona i a Madrid i, de tornada a Lleida, va compaginar la seva activitat periodística amb l'impuls de diverses iniciatives culturals, com el Cinema-Estudi i el Cinema-Club de Lleida, a més de formar part de la junta del Cercle de Belles Arts i d'Òmnium Cultural.
Rosell Pujol va ser fundador i director del Diari de Lleida i del també diari lleidatà La Mañana, així com d'El Periòdic d'Andorra. Pel que fa a El Periòdic d'Andorra es va posar al capdavant del mateix el 1997, any en què va aparèixer el rotatiu, i es va mantenir com a director del mateix fins al 2010, quan es va jubilar. També fou col·laborador del Diari de Tarragona, especialment d'articles d'actualitat i política. Va ser president de l'Associació de Premsa i de l'Associació de Ràdio i Televisió de Lleida. Darrerament, Rosell va ser cap de programació i director de Ràdio Popular de Lleida. Anteriorment, va presidir l'Associació de Premsa, Ràdio i Televisió de Lleida, i durant un temps va estar a càrrec del gabinet de comunicació de la Delegació del Govern d'Espanya a Catalunya, a l'època de Ferran Cardenal. Durant aquest període va haver de lidiar amb alguns episodis històrics de la Catalunya contemporània com el 23-F, l'Atemptat de Vic de 1991, l'Atemptat de l'Hipercor, o els mateixos Jocs Olímpics. De fet, va ser el portaveu de Seguretat Olímpica dels Jocs Olímpics de 1992 a Barcelona.
Va publicar diversos llibres, com "La Boira" i "Jo no sóc de Barcelona". També va escriure diverses obres de teatre i contes infantils, i llibres sobre la realitat lleidatana, com "Lleida Informe" i "La premsa a Lleida".